# Campeonato Mundial de Gimnasia Artística de 1938
El XI Campeonato Mundial de Gimnasia Artística se celebró en Praga (Checoslovaquia) entre el 30 de junio y el 1 de julio de 1938 bajo la organización de la Federación Internacional de Gimnasia (FIG) y la Federación Checoslovaca de Gimnasia.

## Resultados

### Masculino
| Evento                 | Oro                                    | Plata                                                       | Bronce                                   |
| ---------------------- | -------------------------------------- | ----------------------------------------------------------- | ---------------------------------------- |
| Concurso completo ind. | Jan Gajdoš Checoslovaquia 138,066 pts. | Jan Sládek Checoslovaquia 137,466 pts.                      | Eugene Mack · Suiza · 136,400 pts.       |
| Suelo                  | Jan Gajdoš Checoslovaquia 18,833       | Eugene Mack · Suiza · Alois Hudec · Checoslovaquia · 18,566 |                                          |
| Caballo con arcos      | Michael Reusch · Suiza · 19,566        | Vratislav Petráček Checoslovaquia 19,466                    | Leo Schürmann · Suiza · 19,400           |
| Anillas                | Alois Hudec Checoslovaquia 19,633      | Michael Reusch · Suiza · 19,300                             | Vratislav Petráček Checoslovaquia 19,100 |
| Salto de potro         | Eugene Mack · Suiza · 19,830           | Walter Beck · Suiza · 19,660                                | Hans Nägelin · Suiza · 19,500            |
| Paralelas              | Michael Reusch · Suiza · 19,563        | Alois Hudec Checoslovaquia 19,533                           | Josip Primožič Yugoslavia 18,733         |
| Barra fija             | Michael Reusch · Suiza · 19,766        | Alois Hudec Checoslovaquia 19,700                           | Walter Beck · Suiza · 19,432             |
| Concurso por equipos   | Checoslovaquia 806,866                 | Suiza · 791,200                                             | Yugoslavia 741,300                       |

### Femenino
| Evento                 | Oro                                        | Plata                                         | Bronce                                      |
| ---------------------- | ------------------------------------------ | --------------------------------------------- | ------------------------------------------- |
| Concurso completo ind. | Vlasta Děkanová Checoslovaquia 83,660 pts. | Zdeňka Veřmířovská Checoslovaquia 82,710 pts. | Matylda Pálfyová Checoslovaquia 81,980 pts. |
| Concurso por equipos   | Checoslovaquia 552,760                     | Yugoslavia 531,960                            | Polonia · 510,210                           |

## Medallero
| Núm. | País           | Oro | Plata | Bronce | Total |
| ---- | -------------- | --- | ----- | ------ | ----- |
| 1    | Checoslovaquia | 6   | 6     | 2      | 14    |
| 2    | Suiza          | 4   | 4     | 4      | 12    |
| 3    | Yugoslavia     | 0   | 1     | 2      | 3     |
| 4    | Polonia        | 0   | 0     | 1      | 1     |
|      | TOTAL          | 10  | 11    | 9      | 30    |